# 萨沙·东契奇
萨沙·东契奇（1974年6月14日—）是一位斯洛維尼亞篮球教练，1991年在「十日戰爭」南斯拉夫解體之前，曾經獲選過最後一屆南斯拉夫的U16國手，成年後於2005年歐錦資格賽入選過斯洛維尼亞國家隊，退休後擔任職業球隊教練至今，2015年也曾以教練身分進入過國家隊二隊教練團。